# Dubrave (gmina Teslić)
Dubrave (cyr. Дубраве) – wieś w Bośni i Hercegowinie, w Republice Serbskiej, w gminie Teslić. W 2013 roku liczyła 56 mieszkańców.